# Huang Wenyong
Huang Wenyong (Kuala Lumpur, 25 de julio de 1952 - Singapur, 20 de abril de 2013) fue un actor chino de Singapur nacido en Malasia. Un actor veterano de MediaCorp, fue uno de los primeros pocos actores locales capacitados para entrar en la industria del entretenimiento local.

## Carrera
Huang fue un maestro en Kuala Lumpur antes de partir hacia Singapur. Huang se unió a la clase de entrenamiento de drama de la CBS en el año 1980 y apareció en numerosos dramas y comedias. Él es más conocido por su generación, por su aparición en The Awakening en la que interpretó el interés amoroso por el personaje de Xiang Yun y en The Seletar Robbery durante la década de 1980. Más recientemente, se le recuerda por su papel junto a Chew Chor Meng en la popular serie de larga duración Don't Worry, Be Happy (1996-2002) y su spin-off Lobang Rey. Huang fue nominado para el Top 10 de los más populares artistas hombres de cada año en los premios anuales de las estrellas, desde su creación en 1994, hasta su muerte en 2013.